# Zoho Music
Zoho Music is een Amerikaans platenlabel voor jazz, latin, rock, blues en rhythm & blues. 
Zoho werd in september 2003 opgericht door de producer Joachim Becker met het doel jazz en Latin met een New York-vibe uit te brengen. De meeste releases komen dan ook van musici uit de Big Apple. Artiesten die op het label uitkwamen zijn onder meer David Liebman, Ray Barretto, Boots Randolph, Richie Hart, Greg Skaff, Bob Albanese, Arturo O'Farrill, Edsel Gomez, Dafnis Prieto, Pablo Aslan en Rez Abbasi. 
In 2005 kwam Zoho met het sublabel Zoho Roots, waarop het blues, rhythm & blues en southern rock uitbrengt van Amerikaanse, maar ook Britse musici. Voor muziek van Engelse artiesten werkt het samen met Cot Basque Productions. Amerikaanse musici die op het label uitkwamen zijn bijvoorbeeld Ike Turner, Bonnie Bramlett en Jimmy Hall. Britse artiesten op Zoho Roots: Arthur Brown, de Pretty Things en The Malchicks.